# Fraude de adivinación

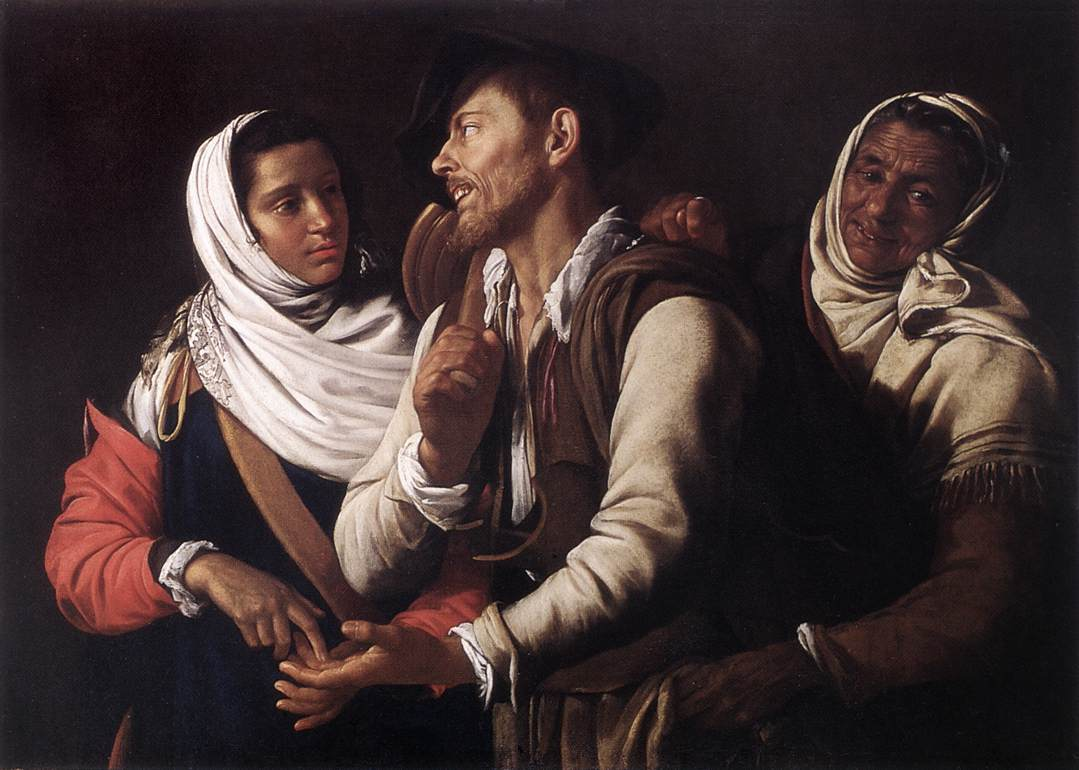
Mientras la adivina le entretiene, le roban por la espalda. El adivino, de Simon Vouet.

El fraude de adivinación, también llamado estafa del bujo o de la maldición del huevo, es un tipo de estafa basada en la afirmación de poseer información secreta u oculta. La característica básica de la estafa consiste en diagnosticar a la víctima (el objetivo) algún tipo de problema secreto que sólo el estafador puede detectar o diagnosticar y luego cobrarle por tratamientos ineficaces. El estafador arquetípico es un adivino que anuncia que el objetivo sufre una maldición que su magia puede aliviar, mientras amenaza con graves consecuencias si no se elimina la maldición.

## Método
En esta estafa, un adivino utiliza la lectura en frío para detectar que un cliente está realmente preocupado y no busca simplemente entretenimiento, o si es un apostador que se queja de su mala suerte. El adivino informa al objetivo de que es víctima de una maldición, pero que por una cantidad de dinero se le puede hacer un hechizo para eliminar el maleficio. En romaní, este truco se llama bujo, que originalmente significaba simplemente bolsa, pero ahora se refiere a “una estafa que implica una gran cantidad de dinero de un cliente crédulo de la adivinación”.
Este nombre procede de una modalidad tradicional: se dice al objetivo que la maldición está en su dinero; éste introduce dinero en una bolsa para que se le lance el conjuro y se marcha con una bolsa de papel sin valor; o bien se entrega dinero o pertenencias al adivino para que los destruya por ser portadores de la maldición y en su lugar se intercambia y destruye visiblemente un objeto de menor valor. En algunos casos, la maldición se comprueba mediante un truco de prestidigitación, a menudo con un huevo. El estafador le dice al objetivo que lleve un huevo a una lectura, que al abrirlo revela materia repugnante o símbolos del mal. Este descubrimiento confirma la maldición.

## Incidentes
Estas estafas continúan en la actualidad. Un informe de 1996 procedente de Hawaii describía la estafa como “un engaño de cientos de años del que han sido víctimas las personas mayores o con problemas emocionales”, describiendo así su funcionamiento:
En el bujo, uno de los miembros femeninos del clan Merino decía al cliente que el futuro le deparaba el mal. Los trucos de prestidigitación, como extraer una mechón de pelo de un huevo recién roto, se utilizaban como prueba de que el cliente estaba poseído por un espíritu maligno o bajo la influencia de una maldición.

El miembro femenino del clan Merino ideaba métodos para extraer el dinero de la víctima. Es posible que se le dijera a la víctima que el dinero era la raíz de todos los males, que había que arrojarlo al océano o enterrarlo cerca de una tumba nueva en un cementerio y que se utilizaran las tarjetas de crédito en compras exageradas para adquirir alimentos, ropa, joyas y otras mercancías para uso y disfrute de los miembros de la familia Merino.
Una mujer de Texas fue condenada a dos años y medio por cargos federales de fraude electrónico y blanqueo de dinero tras haber organizado una estafa a través de una línea telefónica psíquica. No sólo recibía honorarios de varios cientos de dólares por su asesoramiento psíquico, sino que también convencía a sus clientes para que le enviaran dinero y propiedades para ser limpiados del mal. En 2002, dos autodenominados psíquicos de California fueron acusados de fraude postal federal tras convencer a la gente de que les pagara para librarse del mal karma. En 2006, dos mujeres de Connecticut dijeron a otra mujer que Dios iba a matarla a menos que les hiciera un pago para que realizaran diversos rituales, incluidos sacrificios de pollos, en su nombre. En Palmdale (California), una vidente fue acusada de inducir a una niña de 12 años para que robara a sus padres joyas por valor de 10 000 $ mediante amenazas de maldición. En 2013, estafadores que llevaban a cabo la clásica estafa del bujo se dirigían presuntamente a inmigrantes asiáticos en Nueva York, adaptando sus historias de maldiciones a la religión tradicional china. En Florida, una tarotista fue declarada culpable de estafar por más de 25 millones de dólares a la escritora de romances Jude Deveraux.
En diciembre de 2018 Janet Lee, también conocida como la vidente de Greenwich, fue condenada por un juez en una demanda civil a devolver a uno de sus clientes 30 000 $. En 2015 Lee había convencido a la cliente de que le entregara los ahorros de toda su vida a Lee en efectivo para que los limpiara, ya que había fuerzas oscuras en torno al dinero. Ella le dijo al cliente que pondría el dinero en una caja de seguridad en la Catedral de San Patricio, Manhattan durante seis meses hasta que el dinero fuera limpiado. Al cabo de los seis meses, Lee se negó a devolver el dinero, lo que obligó al cliente a interponer la demanda.

### Bob Nygaard
A partir de 2008, Bob Nygaard, un policía jubilado de Nueva York, se hizo famoso por su trabajo como detective privado que investiga casos de fraude psíquico después de retirarse del cuerpo de policía. Nygaard ha afirmado que el alcance de este problema en Estados Unidos es muy grande. Como ejemplo, Nygaard habló de un caso en el que trabajó personalmente y en el que su cliente fue estafado en 900 000 $, y tuvo conocimiento de otro en el que una mujer fue estafada en 17 millones de dólares por adivinos.
En 2018, CBS emitió un episodio de su programa Pink Collar Crimes, titulado “The Psychic Didn't See Him Coming”, que contaba la historia de la investigación de Nygaard sobre los crímenes de la psíquica Gina Marie Marks durante diez años. Nygaard se interpretó a sí mismo en la serie.
Un artículo del Skeptical Inquirer informaba que, hasta febrero de 2020, Nygaard había “ayudado a que aproximadamente cuarenta psíquicos autoproclamados fueran arrestados y condenados con éxito” y había ayudado a las víctimas a recuperar más de 4 millones de dólares. En cuanto a la cantidad recuperada, Nygaard dijo que los 4 millones de dólares reflejan lo que sus clientes han recobrado como resultado de sus esfuerzos. Las órdenes de restitución penal, dice, eran por mucho más. Sin embargo, las víctimas son en gran medida incapaces de cobrar dichas órdenes, dado que los psíquicos autoproclamados rara vez mantienen bienes a su nombre.

### Iglesia de la Unificación
La Iglesia de la Unificación es una nueva religión fundada por Sun Myung Moon en Seúl en 1954 y sus misioneros comenzaron sus actividades en Japón en 1958. Se le acusa de participar en lo que localmente se denomina ventas espirituales (en japonés: 霊感商法, romanizado: reikan shōhō). La Iglesia decía a sus objetivos que debían donar a la misma o ellos o sus familiares, vivos o fallecidos, serían condenados al infierno. La organización exige a sus víctimas que donen todos sus ahorros, así como que vendan sus propiedades o soliciten préstamos para hacer frente a los pagos. También vende artículos religiosos, como inkan, cerámica, arte y ginseng, a precios muy elevados, para atraer la buena suerte a los creyentes. Según la Red Nacional de Abogados contra la Venta Espiritual, un grupo de abogados anticulto, los daños económicos confirmados relacionados con la Iglesia de la Unificación durante los 35 años transcurridos hasta 2021 superan los 123 700 millones de yenes (899,2 millones de dólares estadounidenses).
Según el abogado japonés Masaki Kito, que también representa al grupo de abogados antisectas, la Iglesia de la Unificación se dirige específicamente a los japoneses debido a la invasión de Corea por Japón. La Iglesia les dice que “para expiar ese pecado, debes hacer contribuciones a Corea”.
La práctica de ventas espirituales de la Iglesia de la Unificación fue ampliamente difundida por los medios de comunicación japoneses como la causa principal que llevó al principal sospechoso, Tetsuya Yamagami, cuya madre se arruinó debido a sus exorbitantes donaciones a la iglesia, a asesinar al ex primer ministro Shinzo Abe el 8 de julio de 2022. El suceso provocó un descenso significativo del índice de aprobación del Gabinete Kishida. Justo después de la remodelación del gabinete del primer ministro en funciones, Fumio Kishida, el recién nombrado ministro de Asuntos Digitales, Taro Kono, anunció el 12 de agosto de 2022 que formaría rápidamente un comité de revisión en la Agencia de Asuntos del Consumidor para tratar los asuntos de las ventas espirituales. El 10 de diciembre de 2022, el Parlamento de Japón aprobó una nueva ley de “prevención de la solicitud desleal de donaciones por parte de empresas”, instada por organizaciones de lucha contra el culto y víctimas de sectas, que penaliza a las empresas por obtener donaciones en contra de la libre voluntad del solicitante o hacer que éste solicite préstamos para donaciones. Concede derechos legales al solicitante, así como a su cónyuge o hijos, para anular la donación o exigir la restitución si se demuestra que la donación es ilegal.

## Aspectos legales
El deseo de proteger a la gente de esta estafa ha sido uno de los argumentos esgrimidos para justificar la legislación que tipifica como delito la adivinación. Una ley del Estado de Nueva York condena a toda persona que “afirme o pretenda” “influir o manipular espíritus malignos o maldiciones” en su prohibición de la adivinación, mientras que exime a la persona “que participe en la conducta antes descrita como parte de un espectáculo o exhibición con el único fin de entretener o divertir”. La mayoría de las opiniones judiciales actuales han sostenido que la adivinación en sí misma es un discurso protegido por la Primera Enmienda, aunque algunos jueces han señalado que “tales artimañas se utilizan de forma rutinaria, si no uniforme, para estafar o timar a usuarios crédulos”.

## Variantes de alta tecnología
En el incidente de Datalink Computer Services, un objetivo fue estafado por varios millones de dólares por una empresa que afirmaba que su ordenador estaba infectado con virus y que la infección indicaba una elaborada conspiración contra él en Internet en la que participaban la Agencia Central de Inteligencia y el Opus Dei. A la víctima se le cobraron complejos e innecesarios servicios de seguridad informática, incluida la afirmación de que se había enviado a Honduras a un miembro del ejército indio para investigar el origen del virus. La presunta estafa duró desde agosto de 2004 hasta octubre de 2010 y se calcula que costó a la víctima entre 6 y 20 millones de dólares. La víctima declaró más tarde que había sido estafada por “timadores de primer orden”.
Véase Fraude de telemarketing para obtener información sobre una estafa habitual en la que los estafadores instalan programas maliciosos en los ordenadores de las víctimas.

## En la cultura popular
La serie de televisión estadounidense Shut Eye presenta varios ejemplos ficticios de fraude adivinatorio en los seis primeros minutos del primer episodio (S01E01, “Death”). Se muestra la estafa de la maldición del huevo perpetrada por un adivino fraudulento. Al final del ritual, cuando supuestamente se quema el dinero del cliente, éste golpea a la adivina desde su silla. El cliente busca entre las ropas de la adivina y encuentra el huevo y el dinero originales del cliente. Entonces advierte a la adivina: “Tú no trabajas en el bujo. Jamás. El bujo es nuestro”. Más adelante en el episodio, se revela que el cliente representa a los adivinos romaníes.